# دین کاسترونوو
دین کاسترونوو (انگلیسی: Deen Castronovo؛ زادهٔ ۱۷ اوت ۱۹۶۴) موسیقی‌دان اهل ایالات متحده آمریکا است. وی از سال ۱۹۸۲ میلادی تاکنون مشغول فعالیت بوده است.